# Hjálparfoss
Hjálparfoss – wodospad w południowej Islandii. Znajduje się na polach lawy na północ od stratowulkanu Hekla w pobliżu zbiegu rzek Fossa i Þjórsá około 30 km na wschód od wsi Flúðir, dotrzeć do niego można drogą szutrową nr 32 przez pola lawy Vikrar.
Hjálparfoss oznacza po islandzku „Wodospad Pomocy”. Nazwa pochodzi od nazwy regionu Hjálp co po islandzku oznacza pomoc. W dawnych czasach po pokonaniu niebezpiecznej trasy przez pustynną wyżynę Sprengisandur właśnie tu wędrowcy zaopatrywali się w wodę i żywność dla koni.
W okolicy znajduje się wiele innych interesujących wodospadów, ok. 5 km na południe znajduje się Þjófafoss; na wschodzie znajdują się Háifoss na rzece Fossa i Tangafoss na rzece Þjórsá.
Wzdłuż rzeki prowadzi oznakowany szlak turystyczny, drogą szutrową numer 864 można również dojechać samochodem do punktu widokowego. W dół rzeki za wodospadem Hjálparfoss znajduje się Búrfellsstöð – druga co do wielkości elektrownia wodna Islandii.